# Lukas Iorkas
Lukas Iorkas (grec: Λούκας Γιώρκας) és un cantat xipriota. Va guanyar el concurs The X Factor a la televisió grega i va representar Grècia a Eurovisió 2011 amb Stereo Mike.

## Biografia
Als 9 anys, va començar classes de guitarra clàssica al "Trinity College" de Londres, que va completar amb èxit, passant el grau 8, als 16 anys. Paral·lelament, inicia classes de música romana d'Orient i és membre del cor romà d'Orient de la Metròpoli de Kiti. Amb només 10 anys, també esdevé membre de l'Orquestra Filharmònica del municipi d'Aradippou, tocant el trombó.
D'adolescent participa en diversos actes amb el conjunt vocal "VOX" i amb el cor del municipi de Larnaca presentant "Axion Esti" de Mikis Theodorakis com a solista. També forma la seva pròpia banda i canta en diverses escenes de rock i folk a Xipre. També participa com a membre del grup de dansa del Club Cultural d'Omonia Aradippou durant diversos anys.
Un moment especial per a Loukas va ser l'any 2002 quan, amb 16 anys, va guanyar el 1r premi al 12è concurs de composició de cançons xipriotes organitzat pel canal estatal de Xipre, RIK, amb la cançó To Stoisiman en versos del xipriota. poeta Christakis Hassapis i música de Theodoros Solomonides.
Des dels primers anys de la seva vida, Lucas Giorkas, com a personalitat polièdrica, mostra un altre dels seus talents relacionats amb el futbol. En concret, des de ben petit s'ha entrenat amb les acadèmies d'Omonia Aradippou, seguint els passos del seu pare, Andreas Yorkas, un conegut futbolista de Xipre, on ha tingut molts èxits i més. A la categoria B', C' i D' del Campionat d'All-Cipriot sub 17, el seu equip va arribar als darrers 3 anys consecutius, dels quals 2 va guanyar el trofeu i el tercer gairebé el va guanyar. Com a element clau d'aquest èxit, el talent futbolístic de Louka va ser notat per l'entrenador de la selecció de Xipre sub 17, més tard també sub 19, per la qual cosa va ser cridat a jugar com a membre clau de l'equip en els dos amistosos. i partits oficials amb l'escut de Xipre al pit esquerre i una mica més avall. Amb 17 anys i durant 2 anys és ara un membre clau de l'equip masculí de l'Omonia Aradippou
L'any 2005 amb 19 anys i un cop finalitzat el servei militar, va marxar a Grècia per estudiar al Departament de Biologia de la Facultat de Ciències de la Universitat de Patres. Allà, paral·lelament als estudis, continua tractant-se amb la música cantant en petites "botigues d'estudiants".

## Carrera
L'any 2008 amb 22 anys i amb motiu de la seva participació a l'X-Factor, va viatjar a Atenes. Després de 4 mesos i mentre la competició es mostra a la televisió amb un gran èxit i un gran nombre, Lucas és votat per l'audiència de la televisió i surt com el guanyador del 1r X-Factor grec. Després publica el seu primer disc titulat Mazi de la discogràfica Sony Music, que conté 5 cançons amb música del reconegut compositor Giorgos Theofanous i lletres de Thanos Papanikolaou. L'enregistrament és or en un període molt curt, segons el nombre de vendes. Canta als escenaris d'Atenes i fa moltes aparicions a la resta de Grècia, Xipre i a l'estranger. Col·labora amb noms molt importants del pentagrama grec, amb Dimitris Mitropanos al capdavant.
Una fita en la vida i carrera de Loukas és quan l'11 de gener de 2011, lHel·lènica Corporació de Radiodifusió (ERT) de Grècia va anunciar que Loukas Yorkas era un dels sis participants en una final nacional per seleccionar l'entrada de Grècia al Festival de la Cançó d'Eurovisió 2011. Després de guanyar la final nacional, va representar Grècia amb la cançó Watch my Dance amb música de Yiannis Christodoulopoulos i lletra d'Eleana Vrachalis i que és publicada pel segell discogràfic. Minos EMI. Una barreja musical de música rap estrangera i Zeibekikos grecs. Lucas ocupa el 7è lloc entre 43 països participants.
En els anys següents, publica com a singles digitals cançons signades per alguns dels millors creadors contemporanis del país, continua les seves aparicions per tot Grècia i l'estranger.
Als 28 anys, l'any 2014, es va inspirar i va escriure el curtmetratge d'animació en 3D titulat "El secret de la victòria" (guió, música, lletres i direcció de producció), que tracta de la prevenció de l'abús sexual infantil i s'inclou en el campanya "A to the Five" del Consell d'Europa. "El secret de la victòria" ressona i penetra en les edats infantils, com a conseqüència de la qual cosa es trenca el silenci de les víctimes i es multipliquen les queixes. Com a part de l'esforç per comunicar el missatge de l'eina a nivell europeu i no només, la pel·lícula es dobla a 3 idiomes diferents (anglès, àrab i luxemburguès) i es distribueix a les escoles de parla anglesa de tota Grècia, en refugiats sirians, camps de concentració i adoptat com a eina d'informació pel Ministeri d'Educació de Luxemburg. Finalment, "El secret de la victòria" es troba entre les millors pràctiques d'Europa per al 2014. Altres bones pràctiques per al 2014 són el reciclatge i la reducció de la impressió.
També va compondre el 1r himne d'Omonia Aradippou, 85 anys després de la creació del grup, escrivint la lletra, la música i interpretant-la ell mateix. En la presentació de l'himne, que va tenir lloc al seu antic barri, Lucas va dedicar la cançó a l'equip, amb la presència d'actors locals i la seva família.
El 2018 s'estrena el 2n episodi de la pel·lícula "El secret de la victòria" amb el títol "L'aventura de Víctor" per a la qual va tornar a signar el guió, la música, la lletra i també va editar tota la producció. S'espera que la pel·lícula es completi en tres episodis.

## Δισκογραφία
| Any  | Τítol  | Altres informacions  |
| ---- | ------ | -------------------- |
| 2009 | "Μαζί" | Sony Music, Columbia |

### Συμμετοχές
| Any  | Τítol            | Duet           | Altres informacions |
| ---- | ---------------- | -------------- | ------------------- |
| 2011 | "Watch My Dance" | Stereo Mike    | Minos-EMI           |
| 2019 | "Έλα Ήλιε Μου"   | Κώστας Τουρνάς | Cobalt Music        |

### Singles & EPs
| Any  | Τítol                 | Altres informacions |
| ---- | --------------------- | ------------------- |
| 2010 | "Θα Πέσω Θα Σηκωθώ"   | Minos-EMI           |
| 2011 | "Για Πρώτη Φορά"      | Minos-EMI           |
| 2012 | "Έμαθα"               | Minos-EMI           |
| 2013 | "Έκλαψα"              | Minos-EMI           |
| 2014 | "Μια Ακόμα Βουτιά"    | Minos-EMI           |
| 2015 | "Στην Ουσία"          | Minos-EMI           |
| 2017 | "Δεν Πάω Στη Δουλειά" | Cobalt Music        |
| 2017 | "Στοίχημα"            | Cobalt Music        |
| 2018 | "Υποκρίνεσαι"         | Cobalt Music        |
| 2020 | "Πάμε Απ' Την Αρχή"   | Cobalt Music        |
| 2020 | "Μόνα Λίζα"           | Cobalt Music        |
| 2021 | "Μου Έλειψες Πολύ"    | Cobalt Music        |
| 2021 | "Για Την Ελλάδα"      | Cobalt Music        |
| 2022 | "Αν Μ' Αγαπάς"        | Cobalt Music        |
| 2022 | "Μέχρι Τον Ουρανό"    | Cobalt Music        |

### EPs
- 2009: Mazi (EP)

### Singles
- 2011: "Watch My Dance" (amb Stereo Mike)